# ريوهيإي أراي
ريوهيإي أراي (باليابانية: 新井 涼平) (3 نوفمبر 1990 في اليابان – )؛ هو لاعب كرة قدم ياباني سابق كان يلعب كلاعب وسط.

## وصلات خارجية
- ريوهيإي أراي على موقع رابطة كرة القدم اليابانية للمحترفين (اليابانية)
- ريوهيإي أراي على موقع قاعدة بيانات كرة القدم.إي يو (الإنجليزية)
- ريوهيإي أراي على موقع Soccerway.com (الإنجليزية)
- ريوهيإي أراي على موقع عالم كرة القدم.نت (الإنجليزية)